# Momčilo Belobrk
Momčilo Belobrk (en serbe cyrillique : Момчило Белобрк ; né en 1905 et mort en 1980) était un architecte serbe.

## Œuvres
- l'Immeuble de Ljubomir Miladinović (6 rue Svetogorska) à Belgrade ; le bâtiment, caractéristique du modernisme, est aujourd'hui classé par la ville de Belgrade[1].
- le bâtiment du Manège, à Belgrade, adapté par Belobrk en 1947, pour y accueillir le Théâtre dramatique yougoslave de Belgrade[2]